# SWORDS

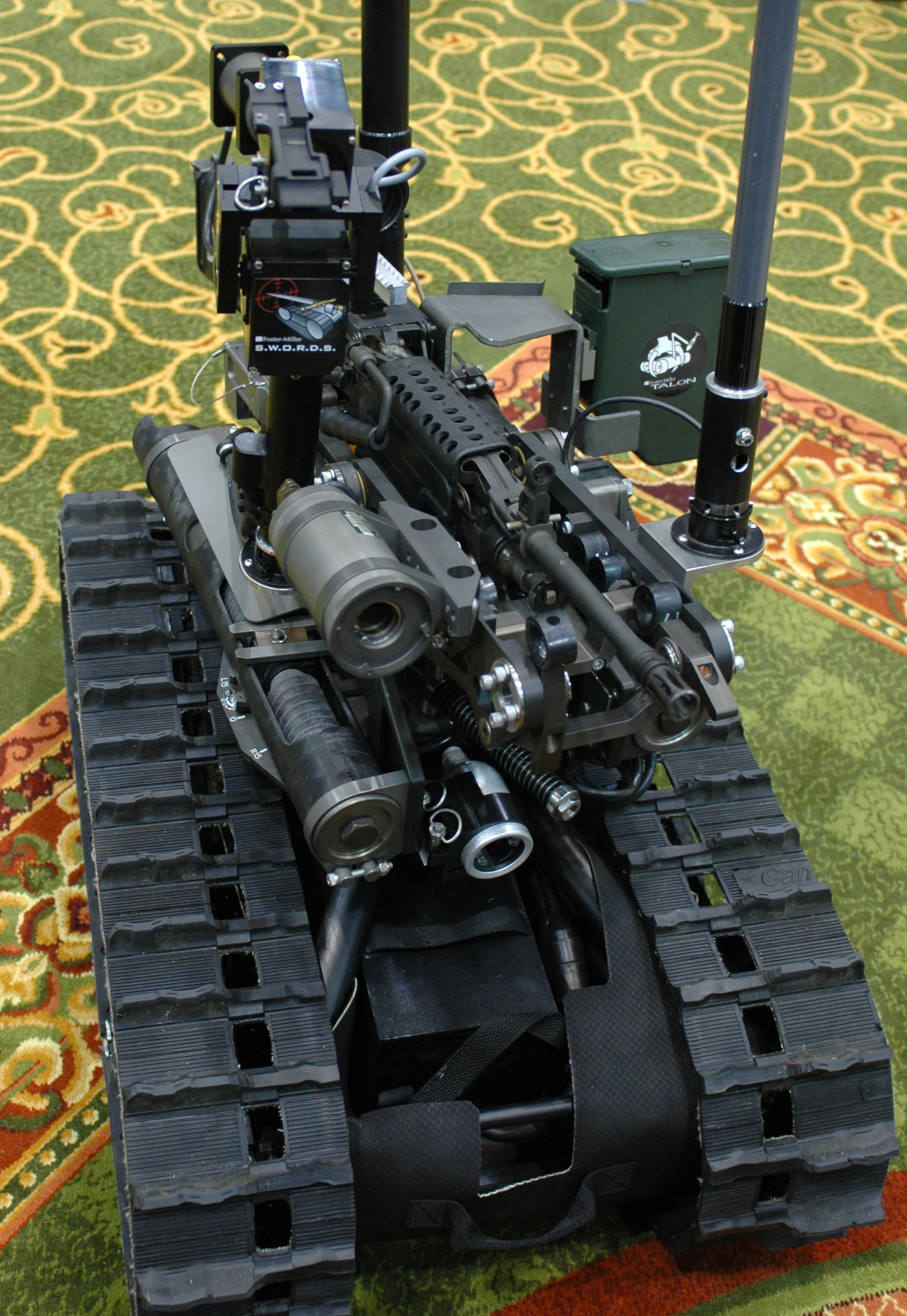
SWORDS-Kampfroboter

SWORDS (Special Weapons Observation Reconnaissance Detection System) ist ein ferngesteuertes bewaffnetes Robotersystem auf dem Chassis des ursprünglich zur Entschärfung von Sprengladungen entwickelten unbemannten Kettenfahrzeugs TALON.

## Entwicklung
Der amerikanische Konzern Foster-Miller Inc. entwickelte mit der britischen Verteidigungsforschungsanstalt (DERA), heute beide Teil des Konzerns QinetiQ, ferngesteuerte Robotsysteme zur Bergung von Explosivkörpern. Bedeutendstes Modell ist ein „TALON“ genanntes Gleiskettenfahrzeug für Mehrzweckaufgaben.
Bedingt durch die hohen Verluste im Irak-Krieg wurde eine Variante des TALON für die US-Militärs als Kampfroboter entwickelt, der bereits mehrfach im Einsatz war. Das etwa 200.000 Dollar teure Waffensystem erhielt den Namen SWORDS.

## Eigenschaften
Der Kampfroboter kann wahlweise mit einem 5,56- oder 7,62-Millimeter-Maschinengewehr M249 SAW/M240 u. a. ausgestattet werden. In den 2000er Jahren befanden sich weitere Waffen wie beispielsweise Panzerabwehrraketen für das System in der Erprobung, darunter eine Granatwerfer-Schnellschussanlage von Metal Storm.
Neben den Waffensystemen kommen diverse Kamera- und andere Aufklärungssysteme wie beispielsweise Röntgengeräte, GPS, aber auch Kampfstoffspürgeräte zum Einsatz.
Das Fahrzeug kann wahlweise per Lichtwellenleiter (Kabel) oder per Funk über eine koffergroße Station mittels Joystick gesteuert werden.
Der Einsatzbereich liegt je nach Steuerungssystem zwischen 300 m und 1200 m, wobei die Lithium-Ionen-Akkus des Hauptantriebes Einsätze von bis zu vier Stunden (bei ständiger Höchstgeschwindigkeitsfahrt) ermöglichen. Steuerung und Ausrüstung werden durch einen weiteren Akku bis zu acht Stunden (je nach Mission) in Betrieb gehalten. Die Höchstgeschwindigkeit liegt bei rund 6 km/h.

## Vorfälle und Außerdienststellung
Die SWORDS-Roboter wurden im April 2008 durch das amerikanische Verteidigungsministerium außer Dienst gestellt. Nachdem sich bei mehreren Vorfällen der Waffenarm gedreht hatte, obwohl dies in der jeweiligen Situation nicht vorgesehen war, wurden die Roboter bis auf Weiteres als unsicher eingestuft und der Feldeinsatz abgebrochen. Verletzt wurde bei den Vorfällen niemand.